# 过去狸藻
过去狸藻（學名：Utricularia praeterita）為狸藻屬一年生小型食虫植物。其种加词“praeterita”来源于拉丁文“praeteritus”，意为“过去，逝去”。过去狸藻为印度的特有种。其陆生于溪边的潮湿红土中。1983年，彼得·泰勒正式描述了过去狸藻。

## 外部連結
- 食虫植物照片搜寻引擎中过去狸藻的照片 （页面存档备份，存于）

 维基共享资源上的相關多媒體資源：过去狸藻
 維基物種上的相關：过去狸藻